# Elecciones parlamentarias de Bielorrusia de 2024
Las elecciones parlamentarias se celebraron en Bielorrusia el 25 de febrero de 2024. El país eligió a 110 diputados a la cámara baja del parlamento (Cámara de Representantes) y a unos 12 000 representantes de los consejos locales.

## Antecedentes
Las protestas bielorrusas de 2020-2021 fueron una serie de manifestaciones políticas masivas contra el gobierno de Alexander Lukashenko. Lukashenko advirtió que las autoridades habían "aprendido nuestra lección" desde las protestas y que "no habría rebeliones" durante las elecciones. Un mes antes de las elecciones, la KGB bielorrusa lanzó una serie de redadas dirigidas a las familias de los presos políticos. Los observadores y las organizaciones de derechos humanos han señalado que desde las protestas, el régimen ha "limpiado" completamente el panorama político, y que las condiciones para las elecciones libres están "actualmente prácticamente ausentes en Bielorrusia".
A finales de 2023, una gran cantidad de partidos fueron prohibidos o disueltos:
- Progubernamentales: el Partido Deportivo Social Bielorruso, el Partido Agrario Bielorruso, el Partido Republicano y el Partido Patriótico Bielorruso se disolvieron.

- Opositores: la Asamblea Socialdemócrata Bielorrusa, el Partido Socialdemócrata Bielorruso (Asamblea), el Partido Bielorruso de Izquierda "Un Mundo Justo", el Partido del Frente Popular de Bielorrusia, el Partido Verde de Bielorrusia y el Partido Cívico Unido fueron prohibidos.

No hay candidatos de la oposición en estas campañas parlamentarias: todos los contendientes provienen de cuatro partidos políticos registrados, cada uno de los cuales es pro-gobierno o independiente a favor del gobierno. La oposición bielorrusa pidió boicotear las elecciones o votar en contra de todos. Las autoridades bielorrusas se negaron a invitar a observadores de la OSCE.
El 29 de enero de 2024, en la reunión del Consejo Supremo de Estado de la Unión de Rusia y Bielorrusia, el presidente de la República, Aleksandr Lukashenko, expresó su confianza en que la votación se llevará a cabo con calma. "El período es muy difícil, pero, como puedes ver, pasa con calma. Y estoy seguro de que nos acercaremos a estas fechas con calma y celebraremos estos eventos con la misma calma". Días antes de las elecciones, Lukashenko acusó a Occidente de tratar de usar "nuevos desencadenantes para desestabilizar la sociedad" y afirmó que las autoridades polacas estaban tratando de convencer a altos funcionarios bielorrusos de que cambiaran su lealtad como parte de un complot de golpe de Estado. El analista político bielorruso Valery Karbalevich señaló que Lukashenko estaba tratando las elecciones como una "operación militar", y las autoridades veían cualquier voto "como una amenaza y un pretexto para intensificar las represiones y apretar los tornillos".

## Sistema electoral
Los 110 miembros de la Cámara de Representantes son elegidos en circunscripciones uninominales por escrutinio mayoritario uninominal.
El 16 de febrero de 2023, se adoptó la Ley "Sobre Enmiendas al Código Electoral de la República de Bielorrusia". De acuerdo con la ley, se abolió el umbral mínimo de participación de los votantes y se introdujo la prohibición de fotografiar la papeleta electoral. Además, se suprimieron los colegios electorales para votar en el extranjero y se introdujeron requisitos adicionales para los candidatos parlamentarios (incluida la prohibición de la doble ciudadanía).
La votación anticipada se llevó a cabo del 20 al 24 de febrero de 2024, con una participación que alcanzó más del 40%, según las autoridades. El Centro de Derechos Humanos de Viasna dijo que estudiantes, soldados, maestros y otros empleados del gobierno se vieron obligados a participar en la votación anticipada.
Desde 1995, ninguna elección en Bielorrusia ha sido reconocida como libre y justa por la Organización para la Seguridad y la Cooperación en Europa (OSCE). Para las elecciones de 2024, a sus observadores no se les permitió participar en las elecciones, lo que marcó la tercera vez consecutiva en que se impidió a la organización hacerlo en Bielorrusia. El Ministerio de Relaciones Exteriores dijo que las "razones de esto son claras y simples", a saber, "el dominio tradicional de los representantes de los países occidentales en las misiones de la OSCE", la imposición de sanciones "injustificadas y duras" por parte de los países occidentales y el "deterioro de las oportunidades logísticas" en el movimiento de sus ciudadanos hacia y desde el país. En su lugar, la Comisión Electoral Central de Bielorrusia emitió invitaciones a comisiones electorales de otros miembros de la Comunidad de Estados Independientes y delegados de la Asociación de Órganos Electorales Mundiales. También acreditó a representantes de 23 Estados miembros de la Unión Europea, incluidos Alemania, Polonia y Lituania, cuyas identidades y afiliaciones no fueron reveladas. La Asamblea Parlamentaria de la Organización del Tratado de Seguridad Colectiva también envió una misión para observar la votación.

## Partidos participantes
En febrero de 2023, el gobierno de Bielorrusia cambió la legislación sobre los partidos políticos. El número mínimo de miembros se aumentó de 1000 a 5000, se introdujo la obligación de tener estructuras en todas las regiones del país y otras normas más estrictas. En el verano-otoño de 2023, las autoridades bielorrusas llevaron a cabo un "re-registro" masivo de partidos políticos, como resultado de lo cual solo 4 de los 15 partidos reconocidos permanecieron registrados. Otros 11 partidos, en su mayoría partidos de la oposición, fueron liquidados legalmente a petición del Ministerio de Justicia de Bielorrusia. El iniciador de los cambios fue Lukashenko, quien en abril de 2022 anunció "el próximo gran trabajo en la construcción de partidos y traer orden en las asociaciones públicas" y exigió reescribir la legislación. Y en diciembre dijo que "solo esos partidos deberían trabajar en el campo político del país, cuya actividad corresponde a los principios básicos de la política interior y exterior".
| Partido | Partido                                              | Líder               | Ideología                            | Posición                                                        | Número de circunscripciones en que participa | Resultado de 2019 | Resultado de 2019 |
| Partido | Partido                                              | Líder               | Ideología                            | Posición                                                        | Número de circunscripciones en que participa | Votos (%)         | Escaños           |
| ------- | ---------------------------------------------------- | ------------------- | ------------------------------------ | --------------------------------------------------------------- | -------------------------------------------- | ----------------- | ----------------- |
|         | Partido Comunista de Bielorrusia (KPB)               | Alekséi Sokol       | Marxismo-leninismo                   | Pro-gobierno                                                    | 54                                           | 10.62%            | 11/110            |
|         | Partido Democrático Liberal de Bielorrusia (LDPB)    | Oleg Gaidukevich    | Populismo de derecha                 | Oposición constructiva (autoproclamado) Pro-gobierno (de facto) | 107                                          | 5.33%             | 1/110             |
|         | Partido Republicano del Trabajo y la Justicia (RPTS) | Alexander Khizhnyak | Socialdemocracia                     | Pro-gobierno                                                    | 43                                           | 6.75%             | 6/110             |
|         | Belaya Rus (PBR)                                     | Oleg Romanov        | Rusofilia Euroescepticismo Agrarismo | Pro-gobierno                                                    | Nuevo partido                                | Nuevo partido     | Nuevo partido     |

### Candidatos
| Partido | Partido                                       | Ideología              | Candidatos por distrito electoral | Candidatos por distrito electoral | Candidatos por distrito electoral | Candidatos por distrito electoral | Candidatos por distrito electoral | Candidatos por distrito electoral | Candidatos por distrito electoral | Candidatos por distrito electoral |
| Partido | Partido                                       | Ideología              | Brest                             | Vitebsk                           | Gómel                             | Grodno                            | Minsk                             | Maguilov                          | Ciudad de Minsk                   | Total                             |
| Partido | Partido                                       | Ideología              | 34                                | 33                                | 43                                | 35                                | 35                                | 26                                | 59                                | 265                               |
| ------- | --------------------------------------------- | ---------------------- | --------------------------------- | --------------------------------- | --------------------------------- | --------------------------------- | --------------------------------- | --------------------------------- | --------------------------------- | --------------------------------- |
|         | Partido Bielorruso "Belaya Rus"               | Pro-Lukashenko         | 23                                | 13                                | 19                                | 16                                | 15                                | 12                                | 13                                | 111                               |
|         | Partido Comunista de Bielorrusia              | Comunismo              | 2                                 | 1                                 | 3                                 | 7                                 | 1                                 | 6                                 | 14                                | 34                                |
|         | Partido Liberal-Demócrata de Bielorrusia      | Populismo de derecha   | 1                                 | 7                                 | 10                                | 3                                 | 1                                 | 3                                 | 11                                | 36                                |
|         | Partido Republicano del Trabajo y la Justicia | Socialismo democrático | 3                                 | 1                                 | 8                                 | 2                                 | 3                                 | 3                                 | 2                                 | 22                                |
|         | Independientes                                | Independientes         | 5                                 | 11                                | 3                                 | 7                                 | 15                                | 2                                 | 19                                | 62                                |

## Resultados
El 26 de febrero de 2024, la Comisión Electoral Central de Bielorrusia publicó una lista preliminar de diputados electos. La Comisión declaró que los resultados completos de las elecciones se darán a conocer el 1 de marzo de 2024.

## Reacciones
El día de las elecciones, Lukashenko anunció que se postularía de nuevo para presidente en las elecciones de 2025.
Svetlana Tijanóvskaya, opositora exiliada de Lukashenko, pidió un boicot a las elecciones, diciendo que "no hay personas en la boleta que ofrezcan cambios reales porque el régimen solo ha permitido que los títeres sean convenientes para que tomen parte". También pidió a la comunidad internacional que no reconociera los resultados de las elecciones. Los miembros de la oposición bielorrusa se han referido popularmente a las elecciones como biazvybary (en bielorruso: Бязвыбары, lit. "sin elecciones"), en referencia al estricto control del gobierno sobre las elecciones.
El presidente ruso Vladímir Putin felicitó a Lukashenko por "la confianza de la victoria de las fuerzas patrióticas de Bielorrusia", que dijo que ayudó a "asegurar la estabilidad política interna".
El Departamento de Estado de los Estados Unidos condenó las elecciones, describiéndolas como "llevado a cabo en un clima de miedo bajo el cual ningún proceso electoral podría llamarse democrático".